# Tatort: Die Kalten und die Toten
Die Kalten und die Toten ist ein Fernsehfilm aus der Krimireihe Tatort, der erstmals am 14. November 2021 im SRF, im ORF und im Ersten ausgestrahlt wurde. Es ist die 1178. Folge der Reihe und der 14. Fall des Berliner Ermittlerteams Rubin und Karow. Das Drehbuch ist vom Mordfall Li Yangjie inspiriert.

## Handlung
Die Medizinstudentin Sophia Bader verabredet sich über eine Dating-App mit dem Paar Dennis Ziegler und Julia Hoff in Dennis’ kleiner Wohnung. Am nächsten Morgen wird Sophias Leiche in der Nähe dieser Wohnung aufgefunden. Als die Streifenpolizistin Doris Ziegler, Dennis’ Mutter, an diesem Morgen nach Hause kommt, trifft sie Dennis und Julia in ihrer Wohnung an. Dennis bittet seine Mutter, seine Wohnung von den Spuren einer Party zu reinigen und dabei auch „Nasenblut“-Spuren zu entfernen. Die Mutter, wiewohl zweifelnd, tut ihrem einzigen Kind den Gefallen, versteckt die blutige Kleidung jedoch im Taucher-Vereinsheim ihres Mannes Claus. Sie bittet diesen zu helfen. Dieser sorgt mit Chlorbleiche dafür, dass keine DNA-Spuren zurückbleiben.
Als Rubin und Karow die Eltern der Toten befragen, die als Inhaber einer Gärtnerei erst spät diese Tochter bekamen, wollen diese nicht wahrhaben, dass ihre Tochter sich über ein Dating-Portal zu (bi-)sexuellen Begegnungen verabredet haben soll und jetzt tot sei. So habe sie nicht gelebt, sondern sich ganz dem Studium gewidmet. Dem widerspricht allerdings das Geschehene. Dennis Ziegler und Julia Hoff sagen zwar aus, dass Sophia Bader sie für ein sexuelles Treffen zu dritt aufgesucht, aber danach wieder verlassen habe. Doch spricht alles dafür, dass die beiden am Tod des jungen Mädchens schuldig sind, was Rubin und Karow nun beweisen müssen.
Mehr und mehr erweist sich auch das Ehe- und Familienleben der Eltern Ziegler als belastet. Die Mutter hat ihrem Sohn schon in mehreren Ermittlungsverfahren gegen diesen geholfen. Es gibt Akten, die Vorwürfe der Gewaltanwendung enthalten. Dennis kommt in Untersuchungshaft, wo seine Mutter ihm nicht mehr helfen kann. Da Dennis Ziegler und Julia Hoff die Aussage verweigern und keine Beweise für ihre Beteiligung am Tode der Studentin vorliegen, müssen sie wieder freigelassen werden. Daher versuchen Rubin und Karow, psychischen Druck auf die Familien der Verdächtigen auszuüben, um sie zu einem Geständnis zu bewegen.
Doris ist sehr gekränkt, als sie erfährt, dass ihr Mann Claus eine langjährige, weit über die verabredete Toleranz für gelegentliche Seitensprünge hinausreichende Beziehung zur Clubbesitzerin Hanne Schenkler unterhält. Daher befragt sie Julia darüber, was in der Nacht passierte. Julia, verstört über das gewalttätige Vorleben von Dennis, wendet sich von diesem ab.
Als Doris Dennis schließlich ernsthaft befragt, erzählt er seiner Mutter von dem Date, das aus dem Ruder lief und sich zu einer Vergewaltigung, die mit dem Tod des Opfers endete, entwickelte. Doris liefert ihren Sohn der Polizei aus.

## Hintergrund
Der Film wurde vom 1. Februar 2021 bis zum 2. März 2021 in Berlin gedreht.

## Rezeption

### Kritiken
„Wer Spannung erwartet, zappt besser weiter, es geht hier um Dramen in einer Gesellschaft ohne Empathie, um verkommene Moral, um Lebenslügen von Eltern, die ihren Kindern helfen wollen, aber alles schlimmer machen.“

„[…] der neue Berliner Fall nimmt den einen oder anderen dramaturgischen Umweg, um von den Verwüstungen der vermeintlich unverbindlichen Sex-Arrangements zwischen Dating-App und Swingerhotel zu erzählen. […] Busch und Schmidt erzählen trocken, sie finden starke, oft doppelbödige Situationen, um dieses Libido-Management ins Bild zu setzen.“

### Einschaltquote
Die Erstausstrahlung von Die Kalten und die Toten am 14. November 2021 wurde in Deutschland von 9,01 Millionen Zuschauern gesehen und erreichte einen Marktanteil von 27,2 % für Das Erste.